# Myristica malaccensis
Myristica malaccensis är en tvåhjärtbladig växtart. Myristica malaccensis ingår i släktet Myristica och familjen Myristicaceae. Utöver nominatformen finns också underarten M. m. papillosa.